# One Nation Under a Groove (album)
One Nation Under a Groove è un album dei Funkadelic pubblicato nel 1978.

## Accoglienza
| Recensione              | Giudizio |
| ----------------------- | -------- |
| Dizionario del pop-rock |          |
| Piero Scaruffi          |          |

One Nation Under a Groove è stato recensito positivamente dalla stampa e dalla critica ed è talvolta considerato il capolavoro del gruppo. L'album è stato inserito in un libro dedicato a "500 dischi fondamentali", ove viene definito "un'apoteosi di lisergica ballabilità". Piero Scaruffi lo considera il miglior album funk in assoluto, e ritiene che, in tale disco, il gruppo sia riuscito a trovare un "magico equilibrio fra funk, rock e disco music." One Nation Under a Groove è stato inserito dalla rivista Rolling Stone al 177º posto della lista dei 500 migliori album secondo Rolling Stone. Stando alle fonti, l'album avrebbe anticipato di un decennio il crossover, e ispirato gli artisti dell'intero movimento hip-hop.

## Tracce
1. One Nation Under a Groove
2. Grooveallegiance
3. Who Says a Funk Band Can't Play Rock?!
4. Promentalshitbackwashpsychosis Enema Squad (The Doo-Doo Chasers)
5. Into You
6. Cholly (Funk Getting Ready to Roll)

- EP Bonus :

1. Lunchmeatophobia (Think!...It Ain't Illegal Yet!)
2. P.E. Squad/DooDoo Chasers (“Going All-The-Way Off” Instrumental version)
3. Maggot Brain (Live)